# Лексель (лунный кратер)
Кратер Лексель (лат. Lexell) — крупный древний ударный кратер в южной материковой части видимой стороны Луны. Название присвоено в честь русского астронома, математика и физика Андрея Ивановича Лекселя (1740—1784) и утверждено Международным астрономическим союзом в 1935 г. Образование кратера относится к нектарскому периоду.

## Описание кратера

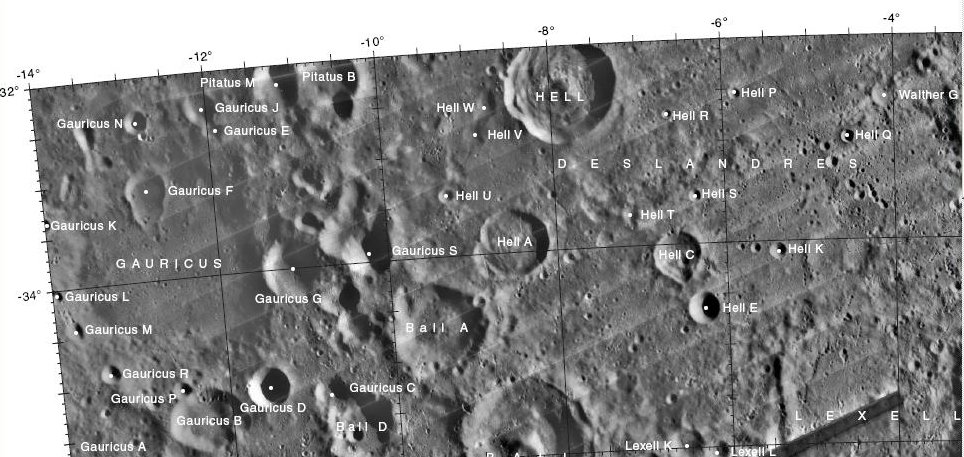
Окрестности кратера Лексель. Фрагмент карты LAC-112.

Кратер Лексель перекрывает юго-восточную часть вала кратера Деландр. Другими ближайшими соседями кратера являются кратер Болл на западе; кратер Хелль на северо-западе; кратер Вальтер на северо-востоке; кратер Нуньес на востоке; кратер Миллер на юго-востоке; кратер Оронций на юге и кратер Сассерид на юго-западе. Селенографические координаты центра кратера 35°47′ ю. ш. 4°16′ з. д. / 35,78° ю. ш. 4,27° з. д., диаметр 63,7 км, глубина 1590 м.
Кратер Лексель имеет полигональную форму и значительно разрушен. Вал сглажен, в северо-восточной части практически полностью разрушен, западная часть вала сохранилась намного лучше и имеет следы террасовидной структуры. Западный участок вала отмечен приметным небольшим кратером, восточный участок рассечен широкой долиной. Юго-западная часть вала прорезана широкой параллельной валу долиной и перекрыта скоплением кратеров. Высота вала в юго-восточной части достигает 2400 м. Дно чаши пересеченное за исключением сравнительно ровной северо-западной части. У подножия северо-западной и юго-восточной части внутреннего склона имеются борозды. В центре чаши расположен невысокий холм с двумя прилегающими кратерами.

## Сателлитные кратеры
| Лексель | Координаты                                          | Диаметр, км |
| ------- | --------------------------------------------------- | ----------- |
| A       | 36°55′ ю. ш. 1°23′ з. д. / 36,92° ю. ш. 1,39° з. д. | 33,6        |
| B       | 37°16′ ю. ш. 3°25′ з. д. / 37,27° ю. ш. 3,41° з. д. | 21,6        |
| D       | 36°11′ ю. ш. 0°45′ з. д. / 36,18° ю. ш. 0,75° з. д. | 18,5        |
| E       | 37°14′ ю. ш. 0°25′ з. д. / 37,23° ю. ш. 0,42° з. д. | 13          |
| F       | 36°34′ ю. ш. 5°23′ з. д. / 36,56° ю. ш. 5,38° з. д. | 7,5         |
| G       | 37°18′ ю. ш. 4°56′ з. д. / 37,3° ю. ш. 4,94° з. д.  | 9,3         |
| H       | 36°35′ ю. ш. 4°53′ з. д. / 36,58° ю. ш. 4,88° з. д. | 9,0         |
| K       | 35°59′ ю. ш. 6°29′ з. д. / 35,98° ю. ш. 6,48° з. д. | 10,4        |
| L       | 36°02′ ю. ш. 6°07′ з. д. / 36,04° ю. ш. 6,12° з. д. | 7,2         |

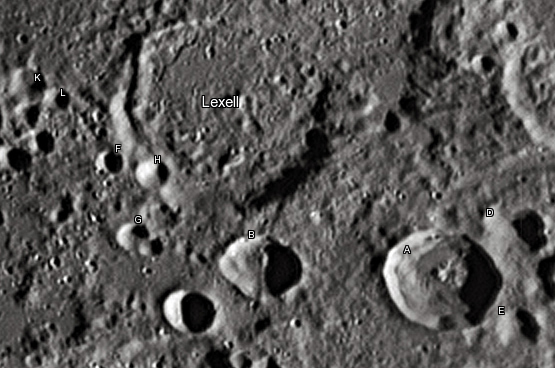
Снимок Девида Кемпбелла.

- Образование сателлитного кратера Лексель А относится к эратосфенскому периоду[1].

## См.также
- Список кратеров на Луне
- Лунный кратер
- Морфологический каталог кратеров Луны
- Планетная номенклатура
- Селенография
- Минералогия Луны
- Геология Луны
- Поздняя тяжёлая бомбардировка